# Тохтинские Пески
 Тохтинские Пески  — деревня в Орловском районе Кировской области. Входит в состав Орловского сельского поселения.

## География
Расположена на расстоянии примерно 22 км по прямой на запад-северо-запад от райцентра города Орлова.

## История
Известна с 1802 года как починок Емельяновский с 10 дворами. В 1873 году здесь (починок Песковской) было дворов 10 и жителей 65, в 1905 (Песковский или Пески) 16 и 92, в 1926 (деревня Пески) 18 и 95, в 1950 14 и 51, в 1989 2 жителя. Настоящее название утвердилось с 2014 года. С 2006 по 2011 год входила в состав Тохтинского сельского поселения.

## Население
Постоянное население не было учтено как в 2002 году, так и в 2010.